# Bob's Burgers: La película
Bob's Burgers: La película (en inglés, The Bob's Burgers Movie) es una película de comedia musical animada estadounidense de 2022 basada en la serie de televisión animada Bob's Burgers. Está dirigida por el creador de la serie Loren Bouchard y el director de la serie Bernard Derriman (en sus debuts como directores de largometrajes), escrita por Bouchard y Nora Smith, y producida por Janelle Momary-Neely, Bouchard y Smith. El elenco de voces original de la serie repite sus papeles, incluidos H. Jon Benjamin, Dan Mintz, Eugene Mirman, Larry Murphy, John Roberts, Kristen Schaal, David Wain, Zach Galifianakis y Kevin Kline. Como los eventos de la película tienen lugar entre las temporadas 12 y 13 de Bob's Burgers, la trama sigue a Bob y su familia mientras luchan por pagar su préstamo después de que se abre un sumidero frente a su restaurante y afecta el negocio, mientras los niños intentan resolver el asesinato de un feriante.
La película se estrenó en El Capitan Theatre de Hollywood el 17 de mayo de 2022 y fue estrenada en cines por 20th Century Studios en los Estados Unidos el 27 de mayo de 2022, luego de retrasos previos de casi dos años debido a la pandemia de COVID-19. Recibió críticas positivas de los críticos y ha recaudado 34 millones de dólares en todo el mundo. La película estuvo dedicada al diseñador de personajes Dave Creek y a la pintora mate Denise Fuller, quienes murieron antes del estreno de la Película.

## Reparto de voz
- H. Jon Benjamin como Bob Belcher, Jimmy Pesto Jr., Sra. LaBonz y Kuchi Kopi[5]
- Dan Mintz como Tina Belcher
- Eugene Mirman como Gene Belcher
- Larry Murphy como Teddy
- John Roberts como Linda Belcher y Jocelyn[5]
- Kristen Schaal como Louise Belcher
- David Wain como Grover Fischoeder[6]
- Zach Galifianakis como Félix Fischoeder[6]
- Kevin Kline como Calvin Fischoeder[6]
- Gary Cole como el sargento. Bosco[5]
- Paul F. Tompkins como Short Carnie
- John Q. Kubin como Mickey
- Nick Kroll como Scary Carnie
- Craig Anton como el Sr. Dowling
- David Herman como Sr. Frond, Robot[5]
- Jaime Moyer como vendedora de boletos
- Brian Huskey como Rudy de tamaño normal[5]
- Bobby Tisdale como Zeke
- Stephanie Beatriz como Chloe Barbash[5]
- Jordan Peele como Fanny
- Rob Huebel como Dizzy Dog Carnie
- Parvesh Cheena como cliente potencial
- Aziz Ansari como Darryl[5]
- Jenny pizarra como Tammy[5]
- Nicole Byer como Olsen Benner
- Robert Ben Garant como Critter
- Laura Silverman como Andy Pesto
- Sarah Silverman como Ollie Pesto
- Sam Seder como Hugo[7]
- Paul Rudd como Jericó
- Ron Lynch como Ron[5]
- Andy Kindler como Mort
- Ashley Nicole Black como Harley
- Brooke Dillman como reportera

Voces adicionales de H. Jon Benjamin, Loren Bouchard, Katie Crown, David Herman, Phil LaMarr, Larry Murphy, Hannah Parikh, Ben Pronsky, John Roberts, Michelle Ruff y David Zyler.
Los personajes Jimmy Pesto Sr. y Trev aparecen pero no tienen líneas.

## Producción

### Desarrollo
El 4 de octubre de 2017, 20th Century Fox anunció que se estaba desarrollando una adaptación cinematográfica basada en la serie animada de Fox Bob's Burgers, y estaba programada para estrenarse el 17 de julio de 2020. El 30 de octubre de 2017, se creó una división recién creada de 20th Century Fox, Fox Family, para supervisar la adaptación cinematográfica de sus programas de televisión.
El creador de la serie, Loren Bouchard, había dicho que la película "rascaría cada picazón que hayan tenido los fanáticos del programa", al mismo tiempo que atraería a nuevas audiencias. El 18 de julio de 2018, Bouchard dijo que los estudios enviaron y aceptaron el guion. La película es una comedia musical. El 24 de septiembre de 2020, la estrella H. Jon Benjamin confirmó que el trabajo en la película se estaba realizando de forma remota debido a la pandemia de COVID-19, y también reveló que la grabación de la película ya comenzó, con el elenco retomando sus papeles. de la serie de televisión.
Bouchard dijo que el presupuesto para la película fue de $38 millones y estimó que se gastaron $20 millones adicionales en marketing.

### Animación
Los servicios de animación fueron proporcionados por Tonic DNA, Lighthouse Studios, Bento Box Entertainment, Golden Wolf, Yeson Ententainment, Brilliant Pictures, Synergy Animation, Mighty Animation, Dave Enterprises y Mercury Filmworks. El equipo de producción quería que la película se hiciera principalmente a través de animación dibujada a mano porque querían que las imágenes siguieran siendo similares a las de la serie. El presupuesto, el tiempo y los animadores más grandes disponibles para los cineastas permitieron que la animación fuera más detallada que en la serie original, como agregar más luz, textura y sombras en varias tomas. Esta película sería el trabajo de animación final tanto para Tuck Tucker como para Dale Baer antes de su muerte el 22 de diciembre de 2020 y el 15 de enero de 2021 respectivamente. Tucker se desempeñó como revisionista del guion gráfico, mientras que Baer proporcionó animación para la película.

## Música
Las canciones de la película fueron escritas por Loren Bouchard y Nora Smith, mientras que la partitura original fue dirigida, orquestada y arreglada por Tim Davies. El álbum de la banda sonora se lanzó el 27 de mayo de 2022 e incluye tres de las cuatro canciones que aparecen en la película. La tercera canción fue excluida para evitar revelar detalles de la trama de la película.

## Lanzamiento

### Teatral
Bob's Burgers: La película se estrenó en El Capitan Theatre de Hollywood el 17 de mayo de 2022 y se estrenó en los cines de los Estados Unidos el 27 de mayo de 2022. Inicialmente estaba programado para estrenarse en los cines el 17 de julio de 2020. Luego, la película se retiró brevemente del programa debido a un error en los listados. Al anunciar las fechas de lanzamiento revisadas de varias películas debido a la crisis de salud global de la pandemia de COVID-19, Disney anunció que el lanzamiento de la película se había retrasado hasta el 9 de abril de 2021. El 22 de enero de 2021, la película se eliminó por completo del calendario de estreno. Bouchard explicó que a pesar de que la película todavía está en producción, el anuncio de una nueva fecha de estreno no era inminente y no llegaría hasta que el público se sintiera completamente seguro de regresar a los cines. El 10 de septiembre de 2021, se fijó oficialmente como fecha de lanzamiento del fin de semana del Día de los Caídos el 27 de mayo de 2022. Sin embargo, en algunos países, como Portugal, España, Francia, México, Italia e Israel, el estreno en cines de la película no llegó a realizarse en absoluto a pesar de que ya había fechas de estreno marcadas para dichos países, y la película se estrenó directamente. en Disney+ más tarde el 13 de julio de 2022 en esas regiones y en Star+ el 20 de julio de 2022 en México.

### Medios domésticos
Bob's Burgers: La película fue lanzada en Blu-Ray, DVD y Ultra HD Blu-ray el 19 de julio de 2022 por 20th Century Studios Home Entertainment. Las características adicionales incluyen una pista de comentarios de audio, escenas eliminadas, un cortometraje detrás de escena y el cortometraje animado My Butt Has a Fever.
Bob's Burgers: La película también se estrenó digitalmente el 12 de julio, mediante compra digital en plataformas PVOD y en Hulu y HBO Max en los Estados Unidos el 12 de julio, luego de que Disney llegara a un acuerdo con WarnerMedia en diciembre de 2021 para la mayoría de las próximas películas de 20th Century Studios se transmitirá en colaboración entre Disney+, HBO Max y Hulu hasta que el acuerdo de HBO con 20th Century, firmado en 2012 antes de la adquisición de la compañía por parte de Disney, finalice a fines de 2022. La película se estrenó en Disney+ (bajo el centro Star) en Canadá el 12 de julio y en Europa (excluyendo Polonia, debido a un acuerdo de distribución con Canal+ Polonia para títulos de 20th Century Studios), Oriente Medio y África el 13 de julio. mientras que en América Latina, la película se estrenó en Star+ el 20 de julio.

## Recepción

### Taquilla
Bob's Burgers: La película recaudó $31,9 millones en América del Norte y $2,2 millones en otros territorios, para un total mundial de $34,1 millones.
En América del Norte, la película se estrenó junto con Top Gun: Maverick y se proyectó que recaudaría entre 10 y 15 millones de dólares en 3400 cines en su primer fin de semana. La película ganó $5,7 millones en su primer día, incluidos $ 1,5 millones de los avances del jueves por la noche. Luego debutó con $12,4 millones (y $14,8 millones durante el marco de cuatro días del Día de los Caídos), terminando tercero en la taquilla. La película se mantuvo entre los diez primeros de taquilla hasta su sexto fin de semana.
Fuera de EE. UU. y Canadá, la película ganó $700,000 en 54 mercados internacionales en su primer fin de semana. Ganó $ 400,000 en ocho mercados en su segundo fin de semana.
Bouchard reconoció que el presupuesto de la película no había sido revelado formalmente y afirmó en Twitter que su producción fue de $38 millones. Las ganancias de taquilla de la película se desempeñaron bien en sus propios términos: Forbes destacó que ganó $ 15 millones en sus primeros cuatro días, a pesar de que esperaba ganar $ 10 millones como máximo. Deadline señaló que alrededor de 1,1 millones de personas la vieron durante su primer fin de semana, en comparación con los 1,3 millones de espectadores regulares semanales de la serie de televisión, y describió la película como un nicho.

### Recepción de la crítica
En el sitio web del agregador de reseñas Rotten Tomatoes, el 88% de las 144 reseñas de los críticos son positivas, con una calificación promedio de 7.0/10. El consenso del sitio web dice: "Bob's Burgers: La película ofrece todo el corazón, el humor y las devoluciones de llamada inteligentes que los fanáticos del programa buscarán mientras sigue siendo un punto de entrada entretenido para los inconversos". Metacritic, que utiliza un promedio ponderado, asignó a la película una puntuación de 75 sobre 100, según 35 críticos, lo que indica "críticas generalmente favorables". Las audiencias encuestadas por CinemaScore le dieron a la película una calificación promedio de "A" en una escala de A+ a F, mientras que PostTrak informó que el 89 % de los miembros de la audiencia le dieron una puntuación positiva y el 69 % dijo que definitivamente la recomendaría.

## Posible secuela
Antes del estreno de la película, los guionistas Loren Bouchard y Nora Smith expresaron interés en hacer una secuela. El elenco principal, incluidos Benjamin, Schaal, Roberts, Mirman y Mintz, también han expresado interés en una secuela del comentario de la película.